# IC 670
IC 670 је елиптична галаксија у сазвјежђу Лав која се налази на листи објеката дубоког неба у Индекс каталогу.
Деклинација објекта је + 6° 42' 52" а ректасцензија 11h 7m 28,7s. Привидна величина (магнитуда) објекта IC 670 износи 13,5 а фотографска магнитуда 14,5. IC 670 је још познат и под ознакама UGC 6178, MCG 1-28-41, CGCG 38-134, PGC 33680.